# Língua aklan
Aklan (Aklanon, Akeanon) é língua falada  na província de Aklan da ilha Panay nas Filipinas. Sua característica única dentre as línguas filipinas é a presença da vogal posterior semifechada não-arredondada [ɤ] representada pelo fonema /ea/ presente na palavra Akeanon (Aklanon).
O dialeto Malaynon é 93% similar no seu léxico à língua Aklanon e reteve os sons "l", os quais em outros locais próximos são pronunciados como  "r".
O dialeto Ibayjanon (Ibajaynon) apresenta versões encurtadas de palavras Aklanon.

## Escrita
O alfabeto latino usado pela língua Aklan não apresenta as letras C, F, J, Q, C, X, Z. Apresenta a forma Ng . Sua ordem alfabética, conforme David Zorc,  forma uma frase com significado: Aba ka daeaga, ha? Ila' mana nga opah ra sa Ta'uwaya? (Pule nas minhas costas, minha menina, ok? Gostaria, por assim dizer, que essa casca de arroz (vai) para Tauwaya?)
Zorc esteve durante 4 anos nas Filipinas com os Peace Corps. Em Aklan, escreveu um dicionário e uma gramática] e casou com uma falante da língua.

## Frases
| Akeanon                   | Malaynon                       | Português                   |
| ------------------------- | ------------------------------ | --------------------------- |
| Hay                       | Kamusta                        | Olá                         |
| Mayad-ayad nga agahon     | Mayad nga agahon               | Bom dia                     |
| Mayad-ayad nga hapon      | Mayad nga hapon                | Boa tarde                   |
| Mayad-ayad nga gabi-i     | Mayad nga gab-i                | Boa noite                   |
| Mayad-ayad nga adlaw      | Mayad nga adlaw                | Bom dia (todo)              |
| Saeamat                   | Salamat                        | Grato                       |
| Mayad man                 | Mayad man                      | Estou bem                   |
| Pangabay                  | Pangabay                       | Por favor                   |
| Hu-o                      | Hu-o                           | Sim                         |
| Bukon/Ayaw                | Bukon/Indi                     | Não                         |
| Uwa                       | Uwa                            | Não/Nenhum/Incapaz          |
| Paalin?                   | Paano?                         | Como?                       |
| Hin-uno?                  | San-o?                         | Quando?                     |
| Alin?/Ano?                | Alin?/Ano?                     | O quê?                      |
| Kamusta ka eon?           | Musta ron?                     | Como vai você?              |
| Ano panga-ean mo?         | Ano imo pangalan?              | Como é seu nome?            |
| Si-in ka ga-adto?         | Siin ka maadto?                | Onde você está indo?        |
| Si-in kita ga-adto?       | Siin kita maadto?              | Onde estamos indo?          |
| Anong oras eon?           | Anong orasa ron?               | Que horas são?              |
| Tig-pila ra?              | Tig-pila ra?                   | Quanto custa isso?          |
| Ka-guapa git-ing          | Gwapa ka gid timo              | Você é bonito(a)            |
| Ka-guapo git-ing          | Gwapo ka gid timo              | Você é corajoso(a)          |
| Kabu-ot ka git-ing        | Buot ka gid timo               | Você é gentil               |
| Musyon eon                | Dali ron                       | Vamo-nos                    |
| Balik eon kita            | Mabalik 'ta ron                | Vamos voltar                |
| Owa ako naka eobot        | Wa ko ka lubot                 | Eu não entendo              |
| Owa ako naka sayud        | Wa ko kasayud                  | Eu não sei                  |
| Gusto ko maeamig nga beer | Ila ta kon it malamig nga beer | Eu queria uma bebida gelada |
| Gusto ko maeamig nga tubi | Ila ta ko't malamig nga tubi   | Eu queria água gelada       |
| Gutom na gutom ako        | Gutom-gutom ron gid ta 'kon    | Eustou mesmo com fome       |
| Owa ako't kwarta          | Wa ta ko't kuarta              | Eu não tenho dinheiro       |
| Ikaw kaumangon            | Umang ka gid timo              | Você está maluco            |
| Magamit ko it cr          | Pagamit ko it cr               | Preciso ir ao banheiro      |
| Gapanaw eon kita          | Panaw ta ron                   | Estamos indo                |
| Mag dahan ka              | Pagdahan ka                    | Cuide-se                    |

«The Philippine National Proverb». Consultado em 16 de dezembro de 2007. Cópia arquivada em 11 de dezembro de 2007</ref>

### Números
| Números | Akeanon/Malaynon | Filipino | Português |
| ------- | ---------------- | -------- | --------- |
| 1       | Isaea            | Isa      | Um        |
| 2       | Daywa            | Dalawa   | Dois      |
| 3       | Tatlo            | Tatlo    | Três      |
| 4       | Ap-at            | Apat     | Quatro    |
| 5       | Li-má            | Lima     | Cinco     |
| 6       | An-om            | Anim     | Seis      |
| 7       | Pitó             | Pito     | Sete      |
| 8       | Waeo/Walo        | Walo     | Oito      |
| 9       | Siyám            | Siyam    | Nove      |
| 10      | Púeo/Pulo        | Sampu    | Dez       |

## Amostra de texto
Provérbio nacional das Filipinas
Ro uwa' gatan-aw sa anang ginhalinan hay indi makaabut sa anang ginapaeangpan.  (Akeanon)

Ang di kausoy magbalikid sa anang ginhalinan hay indi makaabut sa anang ginaayanan (Malaynon)

Tradução (Filipino/Tagalog) - Ang hindi' marunong lumingon sa pinanggalingan ay hindi' makakarating sa paroroonan.

Português – Aquele que não olhar para trás, de onde veio, jamais chegará a seu destino.

### Literatura
Note: All these poems were written by Melchor F. Cichon, an Aklanon poet.
- Ambeth. Philippine Panorama, August 14, 1994.
- Emergency Room. The Aklan Reporter, December 7, 1994, p. 10
- Eva, Si Adan! (Finalist Sa Unang Premyo Openiano A. Italia Competition, January 1993, Duenas, Iloilo)
- Ham-at Madueom Ro Gabii Inay? Philippine Panorama, March 27, 1994, p. 29. (First Aklanon poem published in the Phil. Pan.)  Also in The Aklan Reporter, April 6, 1994, p. 8.
- Hin-uno Pa. The Aklan Reporter, February 23, 1994, p. 8. Also in Ani December 1993, p. 44
- Inay. Philippine Collegian, October 4, 1973, p. 3 (First Aklanon poem in the Philippine Collegian)
- Limog sa Idaeom. Ani December 1993, p. 48
- Mamunit Ako Inay. The Aklan Reporter, December 28, 1994, p. 10
- Manog-Uling. The Aklan Reporter July 29, 1992, p. 9. Also in Ani December 1993, p. 50
- Owa't Kaso, Saeamat. Mantala 3:97  2000
- Ro Bantay. The Aklan Reporter, September 6, 1995, p. 7
- Competition, March 13, 1998, UPV Auditorium, Iloilo City)
- Sa Pilapil It Tangke. Ani December 1994, p. 46
- Toto, Pumailaya Ka. Pagbutlak (First Aklanon in Pagbutlak)
- Welga. Mantala 3:99  2000

## Aprendizado
- "Five-language Dictionary (Panay Island)" ISBN 971-9023-25-2, 2003  Roman dela Cruz Kalibo, Aklan
- "A study of the Aklanon dialect" / Authors: Beato A. de la Cruz, R. David Paul Zorc, Vicente Salas Reyes, & Nicolas L. Prado; Public Domain 1968-1969; Kalibo, Aklan
  - "Vol.I Grammar" Smithsonian Institution Libraries call# 39088000201871 (Full text on ERIC)
  - 'Vol.II A Dictionary (of root words and derivations) Aklanon to English" Smithsonian Institution Libraries call# 39088000201889 (Full text on ERIC)
- "The functions of ‘hay’ in Aklanon narrative discourse". 1990. Brainard, Sherri and Poul Jensen.
- "A preliminary study of demonstratives in Aklanon narratives". 1992. Jensen, Kristine and Rodolfo R. Barlaan.